# Barrio de Santiago, Veracruz
Barrio de Santiago är en ort i Mexiko.   Den ligger i kommunen Tonayán och delstaten Veracruz, i den sydöstra delen av landet, 230 km öster om huvudstaden Mexico City. Barrio de Santiago ligger 1 774 meter över havet och antalet invånare är 289.
Terrängen runt Barrio de Santiago är huvudsakligen kuperad, men norrut är den bergig. Runt Barrio de Santiago är det tätbefolkat, med 511 invånare per kvadratkilometer. Närmaste större samhälle är Xalapa, 16,6 km söder om Barrio de Santiago. Omgivningarna runt Barrio de Santiago är en mosaik av jordbruksmark och naturlig växtlighet.